# Épsilon Muscae
Épsilon Muscae (ε Mus / HD 106849 / HR 4671) es un estrella en la constelación de Musca, la mosca. De magnitud aparente +4,06, se encuentra a 302 años luz de distancia del sistema solar. Aunque esta distancia es aproximadamente la misma que nos separa de α Muscae, β Muscae y γ Muscae —las tres estrellas calientes azules y miembros de la asociación estelar Centaurus-Crux—, Épsilon Muscae se mueve a una velocidad mucho mayor que ellas, por lo que no está relacionada con las otras tres estrellas de la constelación. Su velocidad en relación con el Sol es de unos 100 km/s, unas cinco o seis veces mayor de lo normal.
Épsilon Muscae es una gigante roja fría de tipo espectral M5III con una temperatura superficial de 3400 K. Su luminosidad está comprendida entre 1800 y 2300 veces la del Sol, dependiendo de la valoración que se haga de la cantidad de radiación infrarroja emitida por la estrella. Como gigante que es, su radio es 130 veces más grande que el radio solar, equivalente a 0,6 UA. Al igual que otras estrellas similares, Épsilon Muscae es una variable semirregular, cuyo brillo varía entre magnitud +3,99 y +4,31 durante un ciclo de 40 a 45 días.